# Kapronie
Kapronie [pronunciación en polaco: /kaˈprɔɲɛ/] es un pueblo en el distrito administrativo de Gmina Dzwola, dentro del condado de Janów Lubelski, voivodato de Lublin, en el este de Polonia. Se encuentra a unos 8 kilómetros al sur de Dzwola, 15 kilómetros al sureste de Janów Lubelski, y 69 kilómetros al sur de la capital regional Lublin.